# Camburat
Camburat är en kommun i departementet Lot i regionen Occitanien i södra Frankrike. Kommunen ligger i kantonen Figeac-Ouest som tillhör arrondissementet Figeac. År 2022 hade Camburat 445 invånare.

## Befolkningsutveckling
Antalet invånare i kommunen Camburat
| Referens: INSEE |